# Arsamenes
Arsamenes (en griego: Ἀρσαμένης) fue un príncipe del Imperio aqueménida, hijo de Darío I. HSe sabe muy poco de él, aparte de que fue, según el historiador Heródoto, el comandante de los pueblos utios (o ucios) y micas (o micos) en el ejército de Jerjes I durante la segunda guerra médica.
Heródoto no menciona quién era la madre de Arsamenes, por lo que no sabemos si Jerjes era su hermano o medio hermano.